# Elizabeth Dilling
Elizabeth Eloise Kirkpatrick Dilling (19 avril 1894 – 30 avril 1966) est une écrivaine et militante politique américaine. En 1934, elle publie The Red Network – A Who's Who and Handbook of Radicalism for Patriots, qui répertorie plus de 1 300 communistes présumés et leurs sympathisants. Ses livres et ses tournées de conférences font d'elle la militante de droite la plus éminente des années 1930 et l'une des critiques les plus virulentes du New Deal, qu'elle qualifie de « Jew Deal »,. Du milieu à la fin des années 1930, Dilling exprime sa sympathie pour le Troisième Reich.
Dilling est la dirigeante la plus connue du mouvement isolationniste des femmes de la Seconde Guerre mondiale, une campagne populaire qui faisait pression sur le Congrès pour qu'il s'abstienne d'aider les Alliés,. Elle fait partie des 28 militants anti-guerre accusés de sédition en 1942 ; les accusations sont abandonnées en 1946. Alors que les études universitaires ignorent majoritairement à la fois le « mouvement des mères (en) » anti-guerre et les militantes de droite en général, les écrits de Dilling lui assurent une influence durable parmi les groupes de droite,,. Elle organise Paul Reveres, une organisation anticommuniste, et est membre du Comité America First.

## Jeunesse et famille
Dilling est née Elizabeth Eloise Kirkpatrick le 19 avril 1894 à Chicago, dans l'Illinois. Son père, Lafayette Kirkpatrick, est un chirurgien d'origine écossaise-irlandaise ; sa mère, Elizabeth Harding, est d'origine anglaise et française. Son père décède quand elle a six semaines, après quoi sa mère ajoute au revenu familial en vendant des biens immobiliers. Le frère de Dilling, Lafayette Harding Kirkpatrick, qui est de sept ans son aîné, devient riche à l'âge de 23 ans après avoir développé des propriétés à Hawaï. Dilling a une éducation épiscopalienne et fréquente une école catholique pour filles, l'Academy of Our Lady (en). Elle est très religieuse et est connue pour envoyer à ses amis des lettres de 40 pages sur la Bible. Sujette à des crises de dépression, elle part en vacances aux États-Unis, au Canada et en Europe avec sa mère.
En 1912, elle s'inscrit à l'Université de Chicago, où elle étudie la musique et les langues, avec l'intention de devenir musicienne d'orchestre. Elle étudie la harpe auprès de Walfried Singer, le harpiste de l'Orchestre symphonique de Chicago. Elle part trois ans avant d'obtenir son diplôme, seule et amèrement désillusionnée. En 1918, elle épouse Albert Dilling, un ingénieur étudiant le droit qui fréquente la même église épiscopalienne qu'Elizabeth. Le couple est financièrement aisé, grâce à l'argent hérité d'Elizabeth et au travail d'Albert en tant qu'ingénieur en chef pour le district d'égouts de Chicago. Ils vivent à Wilmette, une banlieue de Chicago, et ont deux enfants, Kirkpatrick en 1920 et Elizabeth Jane en 1925,.
La famille voyage à l'étranger au moins dix fois entre 1923 et 1939, expériences qui focalisent la vision politique de Dilling et servent à la convaincre de la supériorité américaine. En 1923, ils visitent la Grande-Bretagne, la France et l'Italie. Offensé par le manque de gratitude des Britanniques pour l'intervention américaine dans la Première Guerre mondiale, Dilling jure de s'opposer à toute future implication américaine dans le conflit européen,. Ils passent un mois en Union soviétique en 1931, où des guides locaux, que Dilling prétend être juifs, lui disent que le communisme allait conquérir le monde et lui montrent une carte des États-Unis sur laquelle les villes étaient renommées d'après les héros soviétiques. Elle documente ses voyages dans des films amateurs, filmant des scènes telles que des baigneurs nageant nus dans une rivière sous une église de Moscou. Elle est consternée par « l'athéisme, la dégénérescence sexuelle, les foyers brisés [et] la haine de classe » du communisme,.
Dilling visite l'Allemagne en 1931 et, à son retour en 1938, note une « grande amélioration des conditions ». Elle assiste aux réunions du parti nazi et le gouvernement allemand paye ses dépenses. Elle écrit : « Le peuple allemand sous Hitler est content et heureux… ne croyez pas les histoires que vous entendez selon lesquelles cet homme n'a pas fait grand bien à ce pays ». En 1938, elle effectue une tournée en Palestine mandataire, où elle filme ce qu'elle décrit comme des immigrants juifs ruiner le pays. Lors d'une tournée en Espagne, alors impliquée dans la guerre civile espagnole, elle filme des « chambres de torture rouges » et des églises incendiées, « ruinées par les rouges avec la même joie satanique juive montrée en Russie ». Elle visite le Japon, qu'elle considère comme la seule nation chrétienne d'Asie, et en 1939, elle revient visiter l'Espagne pour la deuxième fois,.

Dilling écrit à propos de son éloge de l'Allemagne nazie en 1936 :
« Le nazisme dirige ses attaques davantage contre les juifs communistes révolutionnaires conspirateurs que contre les juifs allemands nationalistes qui ont aidé l’Allemagne pendant la guerre ; s’il fait également preuve de discrimination à l’encontre des innocents, cela n’est pas aussi féroce et n’entraîne pas de pertes en vies humaines comme l’avaient prévu et planifié les Juifs communistes révolutionnaires. Une révolution communiste imminente aurait frappé la population allemande si elle avait réussi comme en Russie. » 

## Anticommunisme

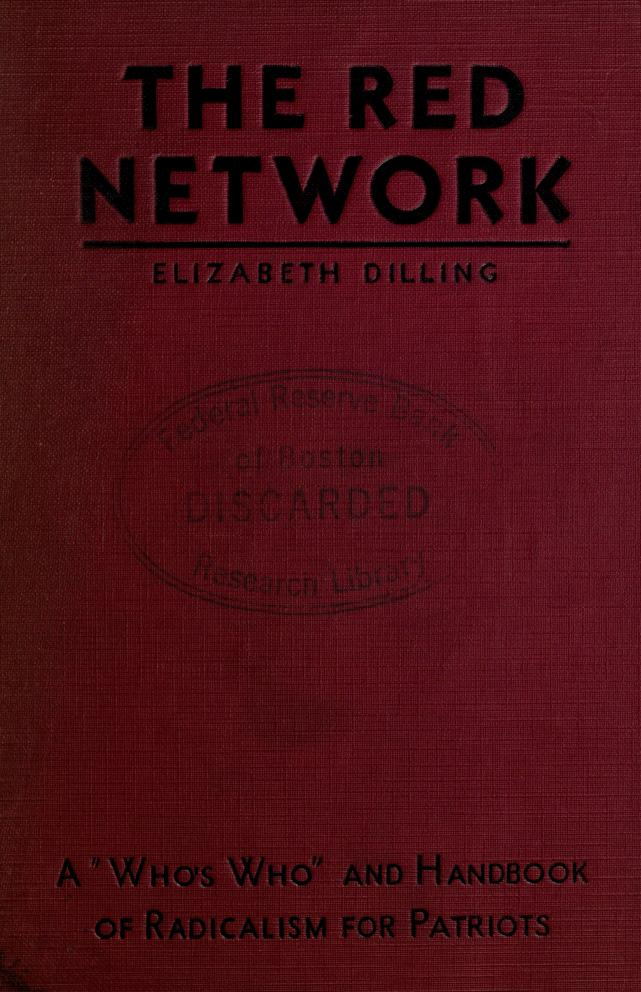
Dilling auto-publie The Red Network (ici, couverture de l'impression de 1934), réimprimé à plusieurs reprises, ce qui contribue à lancer ses activités politiques.

L'activisme politique de Dilling est stimulé par « l'opposition amère » qu'elle rencontre à son retour dans l'Illinois en 1931, « contre le fait que je dise la vérité sur la Russie… d'amis « intellectuels » de banlieue et de mon propre ministre épiscopal ». Elle commence à parler en public comme passe-temps, suivant les conseils de son médecin. Iris McCord, une animatrice de radio de Chicago qui enseigne au Moody Bible Institute (en), s'arrange pour qu'elle s'adresse à des groupes religieux locaux. En moins d'un an, Dilling parcoure le Midwest, le Nord-Est et parfois la Côte Ouest, accompagnée de son mari. Elle projette ses films personnels sur l'Union soviétique et prononce le même discours plusieurs fois par semaine devant un public pouvant parfois atteindre plusieurs centaines, organisé par des organisations telles que les Filles de la Révolution américaine (DAR) et la Légion américaine,.
En 1932, Dilling cofonde Paul Reveres, une organisation anticommuniste dont le siège est à Chicago et qui compte finalement 200 sections locales. Elle part en 1934, après une dispute avec le cofondateur, le colonel Edwin Marshall Hadley, et elle ferme peu de temps après en raison d'un manque d'intérêt. Avec les encouragements de McCord, ses conférences sont publiées dans un journal local de Wilmette en 1932, puis rassemblées dans une brochure intitulée Red Revolution: Do We Want It Here ?. Dilling affirme que le DAR a imprimé et distribué des milliers d'exemplaires,.
À partir du début de 1933, Dilling passe douze à dix-huit heures par jour pendant dix-huit mois à rechercher et à cataloguer les subversifs présumés. Ses sources comprennent le rapport en quatre volumes de 1920 du Comité législatif mixte chargé d'enquêter sur les activités séditieuses, et le rapport de 1931 du représentant Hamilton Fish III (en) sur une enquête anticommuniste. Le résultat est The Red Network – A Who's Who and Handbook of Radicalism for Patriots, salué avec ironie dans The New Republic comme un « ouvrage de référence pratique et compact ». La première moitié du livre de 352 pages est un recueil d'essais, pour la plupart copiés de Red Revolution. La seconde moitié contient des descriptions de plus de 1 300 « Rouges » (y compris des personnalités internationales telles qu'Albert Einstein et Tchang Kaï-chek) et de plus de 460 organisations décrites comme « communistes, pacifistes radicaux, anarchistes, socialistes [ou] contrôlées par les IWW »,.
Le livre est réimprimé huit fois et se vend à plus de 16 000 exemplaires en 1941. Des milliers d’autres sont distribués. Il est vendu dans les librairies de Chicago et par correspondance auprès de la maison Dilling. Il est distribué par le KKK, les Knights of the White Camelia, le Bund germano-américain et les librairies aryennes. Les abonnés au nouveau journal de Gerald Burton Winrod (en), The Revealer, en reçoivent un exemplaire ; le prédicateur fondamentaliste William Bell Riley (en), président de la Northwest Bible Training School, affirme qu'il en a distribué des centaines d'exemplaires ; et il est annoncé et vendu par le Moody Bible Institute. Il est approuvé par des responsables du DAR et de la Légion américaine. Des exemplaires sont achetés par l'agence de détective Pinkerton, le département de police de New York, le département de police de Chicago et le Federal Bureau of Investigation. Un fabricant d'armes de Los Angeles en achète et distribue 150 exemplaires, et un fabricant de gaz lacrymogènes en achète 1 500 exemplaires, qu'il distribue à la Standard Oil Company, à la Garde nationale et à des centaines de services de police,.
En 1935, Dilling retourne à son alma mater pour accuser des personnes telles que le président de l'université Robert Maynard Hutchins, le réformateur de l'éducation John Dewey, la militante Jane Addams et le sénateur républicain William Borah d'être des sympathisants communistes. Le magnat du commerce de détail Charles R. Walgreen (en) demande son aide pour obtenir une audience publique après que sa nièce se soit plainte que les professeurs de l'université soient communistes. Ils exigent la fermeture de l'université. La législature de l'Illinois se réunit pour discuter de la question, décidant finalement que les allégations n'étaient pas fondées. Dilling prononce un discours frénétique d'une demi-heure à l'Assemblée générale de l'Illinois, avec des appels du public à « tuer tous les communistes ». Elle déclare : « Il est certain que l'Université de Chicago est malade du communisme et que sa contagion est une menace pour la communauté et la nation. »
Le livre suivant de Dilling, The Roosevelt Red Record and Its Background, publié deux semaines avant l'élection présidentielle de 1936, a moins de succès. Comme une grande partie de ses écrits ultérieurs, il s’agit en grande partie d’une série de citations décousues. Le « Jewish Deal » du président Franklin D. Roosevelt (comme Dilling appelle le New Deal) est déjà un thème central du Red Network, et il est déjà débattu ailleurs. Dilling affirme plus tard que le Comité des activités anti-américaines de la Chambre a été fondé en grande partie grâce à ses deux livres. Elle écrit un pamphlet attaquant Borah, intitulé Borah : « Borer from Within » the GOP, craignant que s'il remporte l'investiture présidentielle, les électeurs seraient obligés de choisir entre deux communistes. Elle en distribue 5 000 exemplaires lors de la Convention nationale républicaine et revendique sa défaite,,.
En 1938, Dilling fonde le Patriotic Research Bureau, une vaste archive à Chicago avec une équipe de « femmes et filles chrétiennes » du Moody Bible Institute. Elle commence à publier régulièrement le Patriotic Research Bulletin, un bulletin d'information décrivant ses opinions politiques et personnelles, qu'elle envoie gratuitement par courrier à ses partisans. Les éditions comptent souvent de 25 à 30 pages, avec une photographie de jeunesse de l'auteur sur la couverture véhiculant une touche personnelle. L'en-tête des premiers numéros se lit comme suit : « Bureau de recherche patriotique. Pour la défense du christianisme et de l'américanisme ».
Dilling reçoit 5 000 $ en 1939 par l'industriel Henry Ford pour enquêter sur le communisme à l'Université du Michigan. En plus de distribuer son journal antisémite The Dearborn Independent (en) dans les années 1920, Ford soutient financièrement des dizaines de propagandistes antisémites. Dilling découvre des centaines de livres à la bibliothèque universitaire écrits par des « radicaux ». Son rapport de 96 pages déclare que l'université est « typique de ces collèges américains qui ont permis à des théoriciens professionnels mordus par le marxisme d'inoculer leur propagande collectiviste à une jeunesse américaine en bonne santé ». Elle parvient à une conclusion similaire lorsque la Chambre de commerce de Los Angeles la paye pour enquêter sur l'UCLA et lorsqu'elle enquête sur les universités de ses enfants, Cornell et Northwestern.
En 1940, dans l'espoir d'influencer l'élection présidentielle, Dilling publie The Octopus, exposant ses théories sur le judéo-bolchevisme. Le livre est publié sous le pseudonyme de « Révérend Frank Woodruff Johnson ». Arthur Derounian (en) rapporte que Dilling affirmait que « les Juifs ne pourront jamais prouver que je suis antisémite, je suis trop intelligente pour eux ». Son mari craint que les allégations d’antisémitisme ne nuisent à sa pratique du droit. Elle admet qu'elle en est l'autrice lors de son procès en divorce en 1942. Elle explique qu'elle a écrit le livre en réponse au B'nai B'rith. Elle déclare : « Cela révèle leurs sales tentatives de mensonge visant à fermer la bouche de tous les chrétiens et à empêcher quiconque d'obtenir un procès équitable dans ce pays » (pour lequel elle est citée pour outrage).

## Isolationnisme

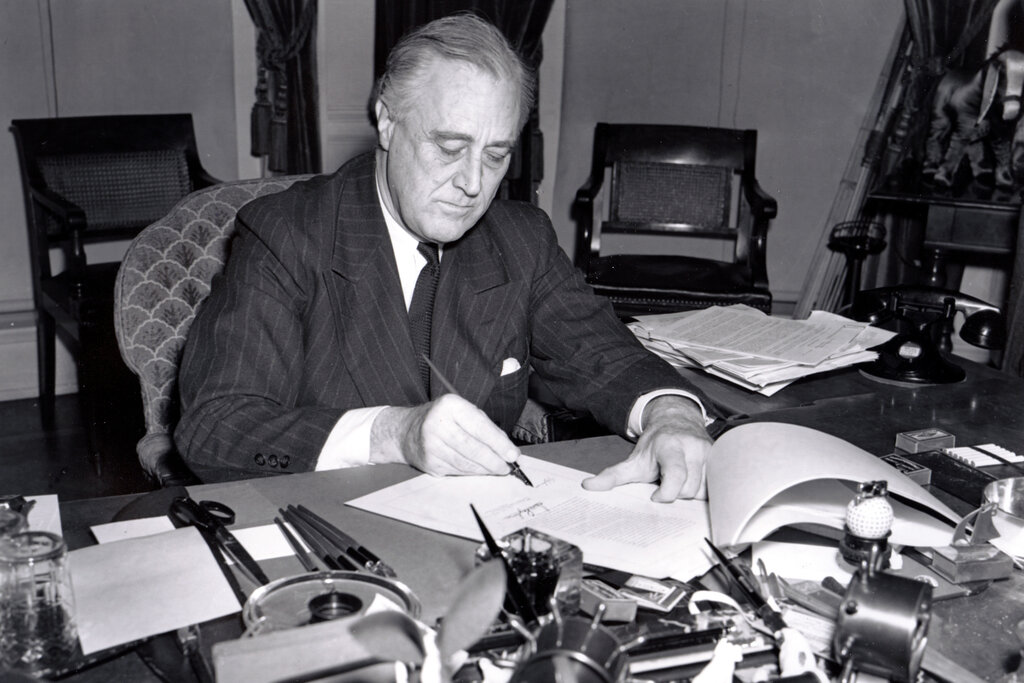
Dilling s'oppose au Lend-Lease Act, ici signé par Franklin Delano Roosevelt, le 11 mars 1941.

Dilling est une figure centrale d'un mouvement de masse de groupes de femmes isolationnistes, qui s'opposent à l'implication des États-Unis dans la Seconde Guerre mondiale d'un point de vue « maternaliste ». En 1941, ces groupes comptent entre un et six millions de membres,,. Selon l'historienne Kari Frederickson : « Elles affirmaient que la guerre était l'antithèse de la maternité nourricière et qu'en tant que femmes, elles avaient un intérêt particulier à empêcher l'implication américaine dans le conflit européen… Elles mélangeaient leurs idées maternalistes avec le fait d'être d'extrême-droit, anti-Roosevelt, antibritannique, anticommuniste et antisémite. »
Le mouvement est le plus fort dans le Midwest, un bastion conservateur avec une culture d'antisémitisme, qui a longtemps ressenti la domination politique de la côte Est. Chicago est la base des militants d'extrême droite Charles E. Coughlin, Gerald L. K. Smith (en) et Lyrl Clark Van Hyning, ainsi que du Comité America First, qui comptent 850 000 membres en 1941. Dilling prend la parole lors des réunions America First et est impliqué dans la fondation de We the Mothers Mobilize for America de Van Hyning, un groupe très actif comptant 150 000 membres chargés d'infiltrer d'autres organisations. Le Chicago Tribune, le journal le plus diffusé dans la région, est fortement isolationniste. Il traite Dilling comme une experte de confiance en matière d'anticommunisme et continue à la soutenir après qu'elle soit accusée de sédition,,.
Au début de 1941, alors que le mouvement est à son apogée, Dilling prend la parole lors de rassemblements à Chicago et dans d'autres villes du Midwest, et recrute un groupe pour coordonner ses efforts pour s'opposer au prêt-bail, la « croisade des mères pour vaincre HR 1776 ». Des centaines de ces militants manifestent devant le Capitole pendant deux semaines en février 1941. Dilling est arrêtée alors qu'elle mène une grève d'occupation avec au moins 25 autres manifestants dans le couloir devant le bureau du sénateur Carter Glass, 84 ans. Après un procès sensationnel de six jours, elle pleure lorsqu'elle est reconnue coupable de troubles à l'ordre public et condamnée à une amende de 25 $,. Glass demande au FBI d'enquêter sur les groupes de femmes et déclare dans le New York Times du 7 mars que les femmes ont provoqué « un désordre bruyant dont toute poissonnière qui se respecte aurait honte. Je pense qu'il pourrait être intéressant de se demander si elles sont mères. Pour le bien de la race, j’espère sincèrement que non ». La leader isolationniste Cathrine Curtis (en) pense que l'image du mouvement des Mères a été détruite et critique en privé la tactique de « voyou » de Dilling comme étant « communiste » et « non féminine »,.
De nombreux groupes de femmes continuent à s'opposer à la guerre après l'attaque de Pearl Harbor, contrairement à leurs alliés, le Comité America First. Dilling fait campagne pour Thomas E. Dewey lors de l'élection présidentielle de 1944, même si elle l'accuse de « se plier aux pieds de la communauté juive internationale ». Son activité politique diminue à la suite de son procès de divorce très médiatisé, qui débute en février 1942, au cours duquel des dizaines de bagarres éclatent, impliquant à la fois des hommes et des femmes, et Dilling reçoit trois citations pour outrage. Le juge, Rudolph Desort, déclare qu'il craint de souffrir « d'une dépression nerveuse » au cours du procès qui durera quatre mois,.
Un grand jury, convoqué en 1941 pour enquêter sur la propagande fasciste, appelle à témoigner plusieurs dirigeantes féminines, dont Dilling, Curtis et Van Hyning. Roosevelt convainc le procureur général Francis Biddle d'engager des poursuites et, le 21 juillet 1942, Dilling et 27 autres militants anti-guerre sont inculpés de deux chefs d'accusation de complot visant à provoquer l'insubordination de l'armée en temps de paix et en temps de guerre. L'affaire constitue l'élément principal d'une campagne gouvernementale contre la subversion intérieure, que l'historien Leo P. Ribuffo (en) qualifie de « peur brune ». Les charges et la liste des accusés sont allongées en janvier 1943. Les accusations sont de nouveau prolongées en janvier 1944. Le juge, Edward C. Eicher (en), est victime d'une crise cardiaque mortelle le 29 novembre 1944. Le juge fédéral James McPherson Proctor (en) déclare l'annulation du procès. Les accusations sont rejetées par le juge fédéral Bolitha James Laws (en) le 22 novembre 1946, après que le gouvernement n'eut pas réussi à présenter de nouvelles preuves convaincantes d'un complot allemand. Biddle qualifie plus tard les débats de « morne farce »,,.

## Publications d'après-guerre
Après le rejet du procès en 1946, Dilling continue à publier le Patriotic Research Bulletin et, en 1964, elle publie The Plot Against Christianity. Le livre « révèle la haine satanique du Christ et des chrétiens responsables de leurs meurtres de masse, de leurs tortures et de leur travail forcé dans tous les pays du rideau de fer — qui sont tous dirigés par des talmudistes ». Après sa mort, l'ouvrage est rebaptisé The Jewish Religion: Its Influence Today.
Dilling décède le 30 avril 1966 à Lincoln, Nebraska.

## Références médiatiques

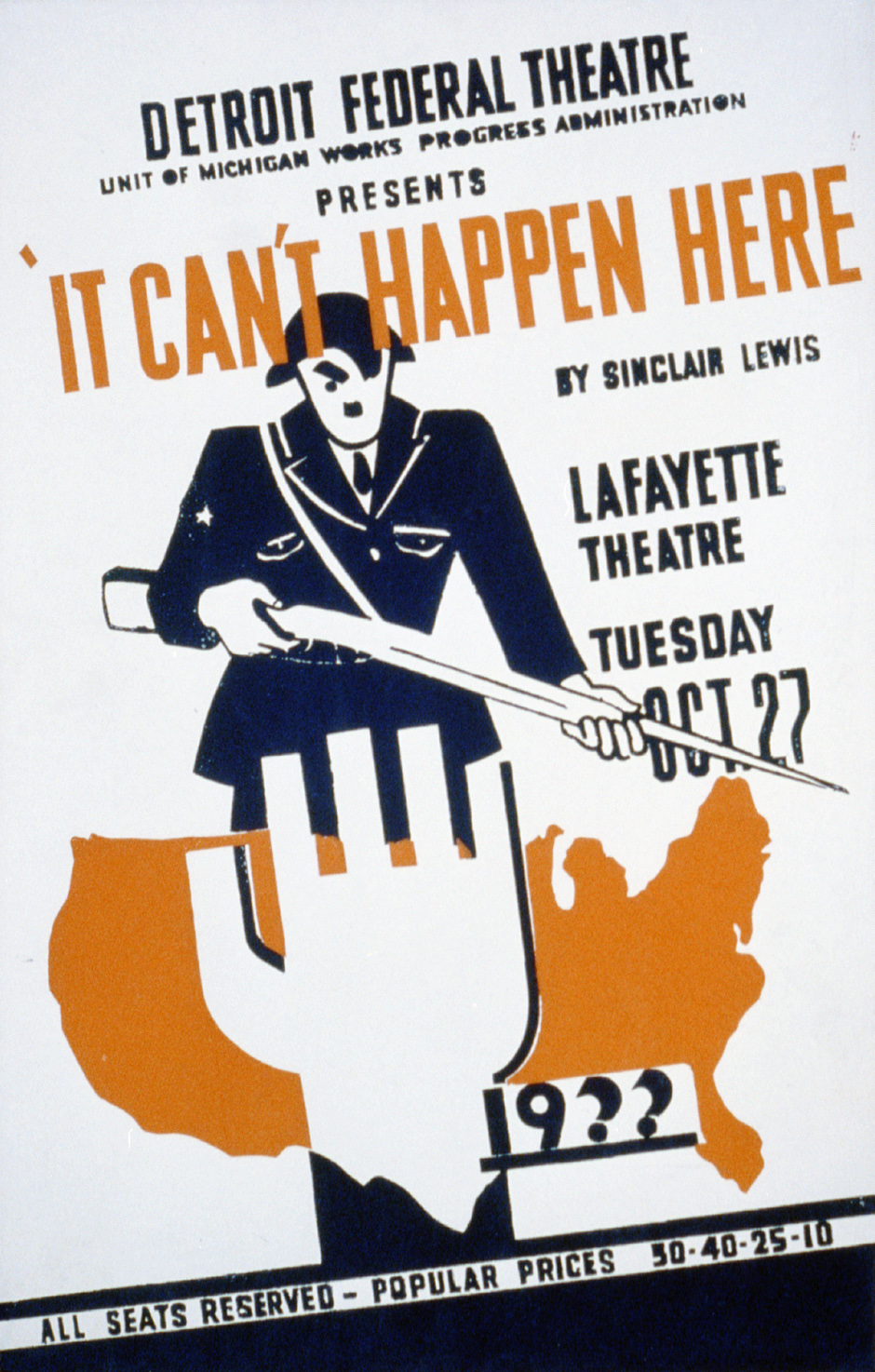
Affiche de théâtre pour Sinclair Lewis de 1936 It Can't Happen Here, dans laquelle apparaît un personnage basé sur Dilling.